# Trattato marittimo generale del 1820
Il trattato generale marittimo del 1820 fu un trattato stipulato fra il Regno Unito e gli sceiccati arabi della Costa dei Pirati a seguito della vittoriosa campagna britannica nel Golfo Persico del 1819 che vide la capitolazione dei Qawasim e dei loro alleati. Il trattato portò di fatto all'istituzione del protettorato britannico su quelli che saranno chiamati gli Stati della Tregua, che sarebbe durato fino all'indipendenza degli Emirati Arabi Uniti il 2 dicembre 1971.

## Antefatto
Nell'estate del 1818 il governo di britannico di Bombay, competente per la regione del Golfo Persico, decise di porre fine definitivamente alla pirateria nell'area. Di questa pirateria, che oramai da decenni imperversava nella regione, erano ritenuti responsabili i Qawasim, la dinastia regnante di Ras Al Khayma.
Nell'autunno del 1819 i britannici allestirono la formazione che doveva portare l'attacco alle basi Qawasim al comando della quale fu posto il maggiore generale Sir William Keir Grant, dello stato maggiore di Bombay.
Il 3 dicembre la flotta giunse al largo di Ra's Al-Khaimah e iniziò a bombardare la città che dopo alcuni giorni di continuo martellamento capitolò il 10 dicembre con la resa dei Qawasim.
Successivamente la flotta si diresse contro alcune città della costa araba dove si trovavano alleati dei Qawasim. Vennero quindi attaccate le città di Rams, Jazerat Al-Hamra, Sharjah e Dubai.
Le azioni militari dei britannici, ed in particolare la conquista del forte Al-Dayah di Rams, considerato inespugnabile, fu un fattore importante nella decisione di un gruppo di sovrani arabi di cessare i combattimenti. Pertanto nei primi giorni del gennaio 1820 i sovrani di Jazerat Al-Hamra, Sharjah, Dubai, Abu Dhabi, Ajman e Umm Al-Qawain, si arresero.

## Trattato
Dopo la resa dei Qasimi e dei principali leader arabi della regione, Keir stipulò una serie di trattati bilaterali, detti trattati preliminari, con tutti i governanti che si erano arresi, trattando con ciascuno separatamente. Il primo tra gli sceicchi che firmarono un trattato fu Sultan Bin Saqar, sovrano di Sharjah, il 6 gennaio 1820, seguito da Hassan Ibn Rahama, sovrano di Ra's Al-Khaimah l'8 gennaio, poi successivamente firmò il tutore legale di Mohamed Ibn Hassah, (lo sceicco di Dubai ancora minorenne) il 9 gennaio, lo sceicco Shakhbut Ibn Dhiyab l'11 gennaio e il 15 gennaio lo sceicco di Rams, Hussein Ibn Aly, che era stato liberato in quanto malato.
Questi trattati preliminari erano simili fra loro e comportavano una serie di cessioni e concessioni a favore del regno britannico. Il trattato concluso con Hassan Ibn Rahama, sebbene simile agli altri, conteneva in aggiunta il suo riconoscimento dell'occupazione britannica di Ra's Al-Khaimah, e quindi la sua rinuncia a sceicco di tale città, e delle roccaforti nelle piantagioni di palme ad essa vicine.
Successivamente Keir ottenne la firma di un trattato generale di pace che integrava i trattati preliminari e doveva essere sottoscritto da tutti gli sceicchi e dalla Gran Bretagna.
Tale trattato, noto come "trattato marittimo generale del 1820", il cui nome completo era General Treaty for the Cessation of Plunder and Piracy by Land and Sea (Trattato generale per la cessazione del saccheggio e della pirateria via terra e via mare), era composto da 11 articoli, e iniziava con le parole:
Praise be to God, who hath ordained peace to be a blessing to his creatures. There is established a lasting peace between the British Government and the Arab tribes, who are parties to this contract on the following conditions:»
Lode sia a Dio, che ha stabilito che la pace sia una benedizione alle sue creature. Viene stabilita una pace duratura tra il governo britannico e le tribù arabe, che lo sono parti del presente contratto alle seguenti condizioni:»

Bandiera da utilizzare sulle navi degli Stai della Tregua dopo il 1820

L'articolo I del trattato proibiva gli atti di pirateria. L'articolo II distingueva tra rapina, pirateria e guerra legittima. L'articolo III obbligava gli arabi a issare una bandiera distintiva sulle loro navi formata da un drappo quadrato rosso circondata da un bordo bianco, mentre l'articolo IV esponeva il ruolo politico britannico nel Golfo. L'articolo V indicava le misure da adottare sulle navi arabe, per diffondere la disciplina e la pace sui mari. Nelle restanti clausole, il trattato trattava la questione della pace nella regione attraverso l'impegno delle tribù arabe sulla la costa del Golfo ad adottare i principi di condotta umana e di cooperazione con il governo britannico. L'articolo VI vietava il commercio degli schiavi. Il trattato si concludeva affermando la libertà degli sceicchi firmatari di visitare i porti europei in India con la garanzia di protezione contro qualsiasi aggressione, e affermando la necessità di firmare nuovamente il trattato di tanto in tanto.
Il trattato fu emesso in triplice copia, redatto sia in inglese che in arabo, e firmato dal rappresentante del Regno Unito e dagli sceicchi di otto trbù locali che furono il nucleo iniziale di quelli che successivamente sarebbero passati alla storia come i Trucial States, ovvero in italiano gli Stati della Tregua. La firma del trattato avvene in più date/luoghi:
- a Ras Al Khaimah:

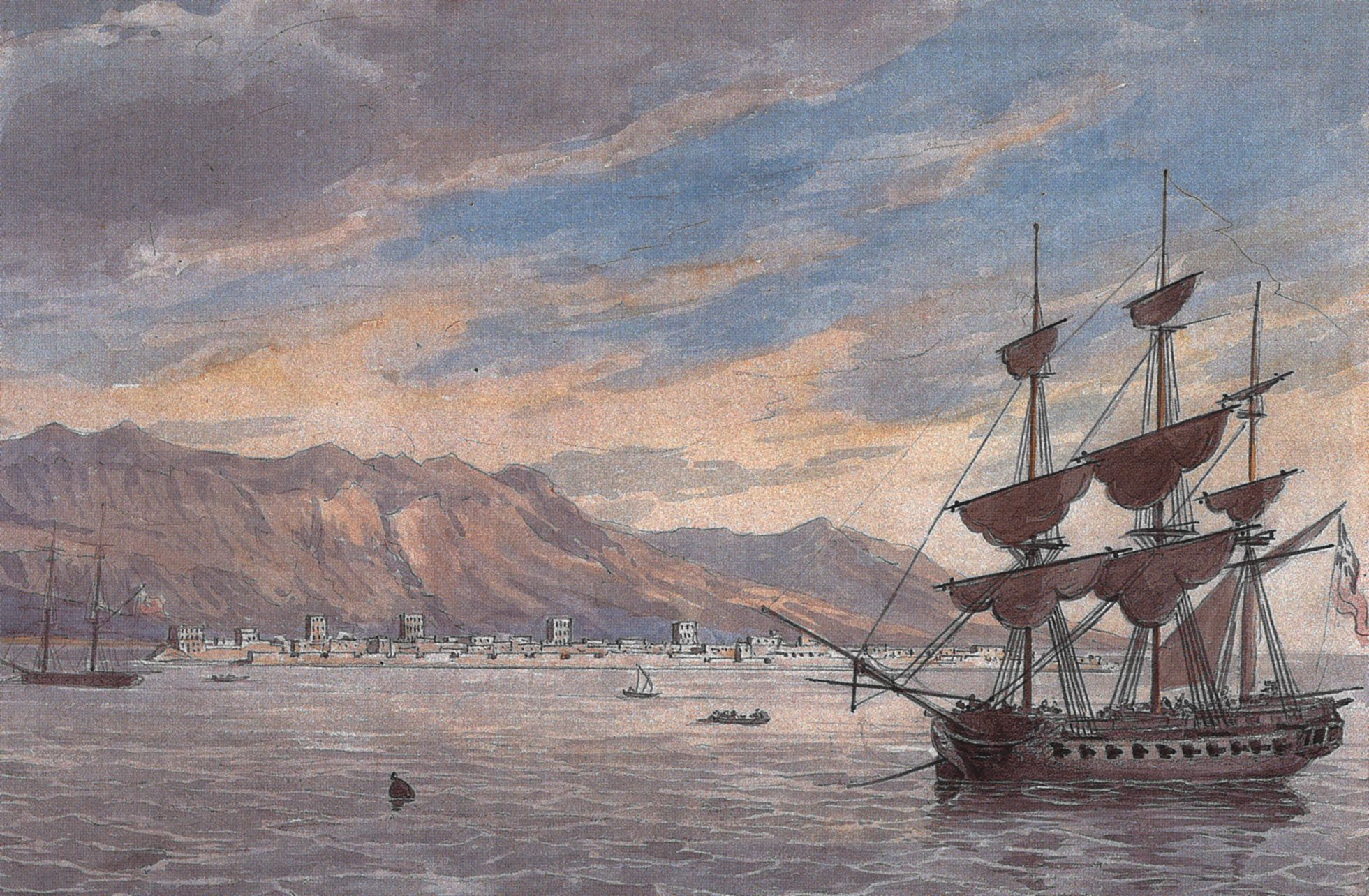
Ras Al Khaimah in un dipinto dell'epoca

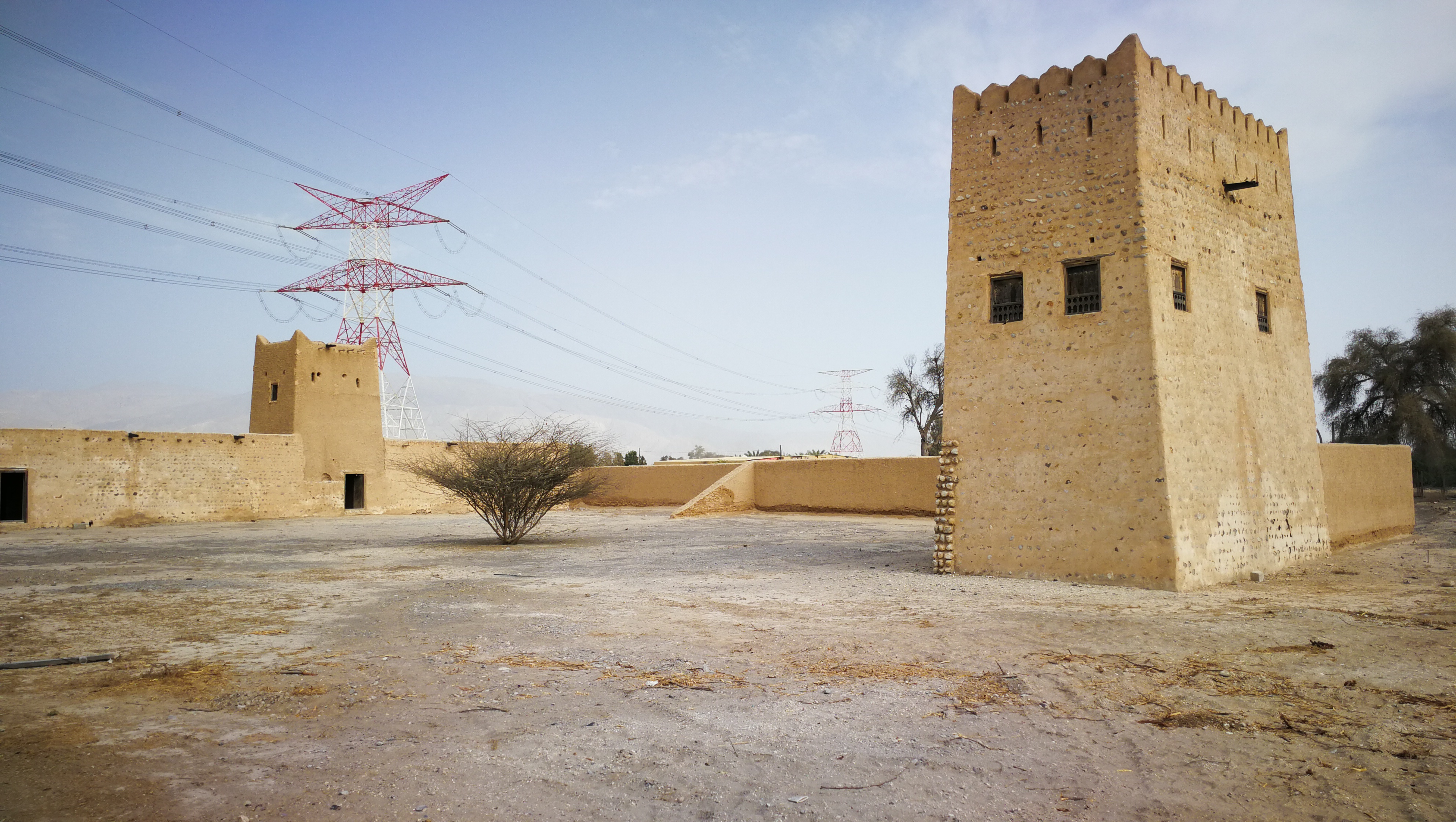
Forte di Al Falayah

  - i primi firmatari funrono Hassan bin Rahma Al-Qassimi, sceicco di "Hatt e Falna" (moderne località di Khatt e Al Fahlain) ed ex sceicco di Ras Al Khaimah, insieme al Maggiore Generale Keir Grant in qualità di rappresentante britannico e Rajib bin Ahmed Al-Zaabi, sceicco di "Jourat al Kamra" (Al Jazirah Al Hamra),  l'8 gennaio 1820;
  - l'11 gennaio firmò lo sceicco Shakhbut Ibn Dhiyab di Abu Dhabi.
- a Rams:
  - il 15 gennaio firmò Hussein Ibn Aly sceicco di Rams e Al Dhaya (nominato nel trattato come 'Sceicco di 'Zyah');
- a Sharjah 
  - Zayed Ibn Seif ha firmato a nome di suo nipote Mohamed Ibn Hassah, lo sceicco minorenne di Dubai il 28 gennaio;
  - Sultan Bin Saqar sultano di Sharjah e Ras Al Khaimah firmò il 4 febbraio;
- a Falayah (presso il forte di Al Falayah):
  - il 15 marzo firmarono Rashid bin Humaid, sceicco di Ajman e Abdullah bin Rashid, sceicco di Umm Al Qawain.

Il 28 febbraio 1920, quando il trattato era già stato firmato da una gran parte degli sceicchi interessati, nonché dal rappresentante del governo britannico, giunsero a Keir le istruzioni da parte del nuovo governatore di Bombay, Mountstuart Elphinstone, che era succeduto a Nepean nella carica. Keir giudicò queste istruzioni non in contrasto con quanto stabilito nel trattato che aveva concluso con gli sceicchi e di conseguenza inviò una copia di esso a Elphinstone. La risposta di Elphinstone arrivò nel marzo del 1920, quando la spedizione britannica era sulla via del ritorno a Bombay, e sebbene essa contenesse varie critiche su quanto stabilito nel trattato, in particolare sul trattamento giudiucato eccessivamente clemente da parte del generale Keir nei confronti dei Qawasim in generale e degli sceicchi Hassan Ibn Rahama e Hussein Ibn Aly in particolare, non era oramai possibile modificare il trattato, in quanto ogni variazione sarebbe stata sicuramente interpretata dagli sceicchi come una sua violazione, e pertanto venne ratificato.

## Conseguenze
Il trattato del 1820 stabilì l'inizio della supremazia britannica nella regione, che sarebbe durata oltre 150 anni, fino alla costituzione degli Emirati Arabi Uniti nel 1971. Inoltre dopo di esso furono stabiliti ulteriori trattati che formalizzarono la posizione dominante della Gran Bretagna nella regione limitando la capacità dei governanti arabi locali di agire in modo indipendente senza l'approvazione della Gran Bretagna. Tuttavia il vantaggio di questa situazione fu che nell'area si stabilì una maggiore stabilitàche portò ad un aumento dei volumi di commercio nella regione con vantabggi evidenti per le tribù regnanti che quindi iniziarono a cercare attivamente la protezione britannica come mezzo per garantire il proprio dominio e salvaguardare i propri territori. Per queste ragioni in periodo che va dal 1815 e il 1914 è chiamato "Pax Britannica".
Fra i principali trattati stipulati successivamente al 1820 abbiamo:
- Impegno a vietare l'esportazione di schiavi dall'Africa a bordo delle navi appartenenti agli Stati della Tregua e a consentire il diritto di perquisizione. Aprile-Maggio 1847;
- Tregua marittima perpetua. 4 maggio 1853. Stabiliva la formale rinuncia dei governanti arabi al diritto di fare la guerra in mare in cambio della protezione britannica contro le minacce esterne verso le famiglie regnanti;
- Accordo esclusivo. 8 marzo 1892. Vincolava i governanti arabi a non stipulare alcun accordo con alcuna potenza diversa dal governo britannico e a non cedere o vendere o consentire l'occupazione di alcuna parte del territorio degli sceiccati firmatari senza l'approvazione del governo britannico.